# Flughafen Republic

i7
i11
i13
Der Flughafen Republic (auch Flughafen Farmingdale  genannt) (IATA: FRG, ICAO: KFRG) ist ein Verkehrslandeplatz im Suffolk County östlich der US-amerikanischen Großstadt New York City.

## Geschichte
Der Flugplatz wurde 1927 von Sherman Fairchild als Werksflugplatz der Fairchild Aircraft Manufacturing Company konzipiert, deren erste Produktionsstätte in East Farmingdale lag. Der endgültige Planungsentwurf wurde den Behörden am 3. November 1927 präsentiert und der Flugplatz im Frühjahr 1928 eröffnet. Die Serienfertigung der Typen Fairchild FC-2 und Fairchild 71 wurde parallel dazu in die neuen Hallen auf dem Gelände verlegt. Nachdem Fairchild im Jahr 1931 nach Maryland umgezogen war, nutzte Grumman Aircraft Engineering die Werkshallen bis 1937.
Die Republic Aviation Company übernahm den Flugplatz und die Produktionsstätten im Jahr 1939 und stellte während des Zweiten Weltkriegs mehrere tausend P-47 Thunderbolt vor Ort her. Dazu wurden weitere Werkshallen errichtet sowie die Start- und Landebahnen befestigt und verlängert. Auch die Fertigung der F-84 Thunderjet und die F-105 Thunderchief erfolgte in Farmingdale.
Der Flugplatz wurde im Dezember 1966 für die allgemeine Luftfahrt freigegeben. In den 1980er und 1990er Jahren flogen einige Regionalfluggesellschaften den Farmingdale Airport auch im Linienverkehr an.